# گابری کریستا
گابری کریستا یک هنرمند اجرا، طراح رقص، فیلم‌ساز و نویسنده هلندی است. او دانشیار تمرین حرفه ای در کالج بارنارد است. کریستا در کوراسائو متولد شد.
کریستا همکار ارشد مؤسسه اقیانوس اطلس برای عدالت در سلامت مغز است و فلوشیپ گوگنهایم برای طراحی رقص را دریافت کرده‌است. او همچنین در کمیسیون مشورتی امور فرهنگی شهر نیویورک توسط شهردار بیل دی بلاسیو برای یک دوره سه ساله در سال ۲۰۱۵ تا سال ۲۰۲۲ منصوب شد.